# ウィリアムズ岩礁
座標: 南緯54度28分 東経3度28分 / 南緯54.467度 東経3.467度

ブーベ島の地図

ウィリアムズ岩礁（ウィリアムズがんしょう、ノルウェー語: Williamsrevet、英語: Williams Reef）は、南大西洋に浮かぶノルウェー領ブーベ島の南東にある岩礁。名前の由来はジョン・ウィリアムズから。